# Bumthang

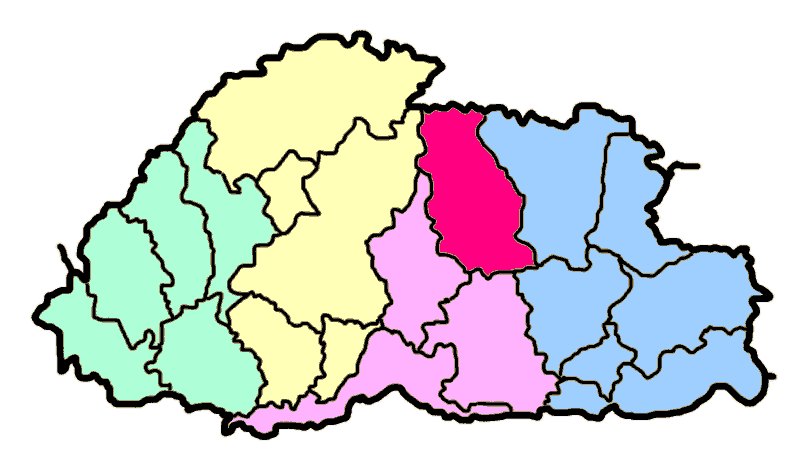
Localização de Bumthang no Butão (rosa destacado)

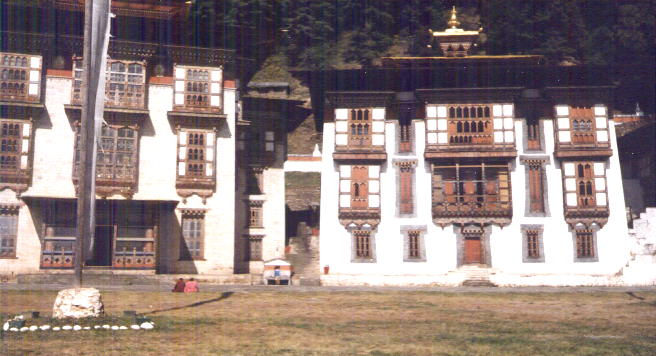
Bhumthang

Bumthang (Dzongkha: བུམ་ཐང་རྫོང་ཁག་) é um dos 20 distritos do Butão.